# Lista de peixes da bacia do rio São Francisco

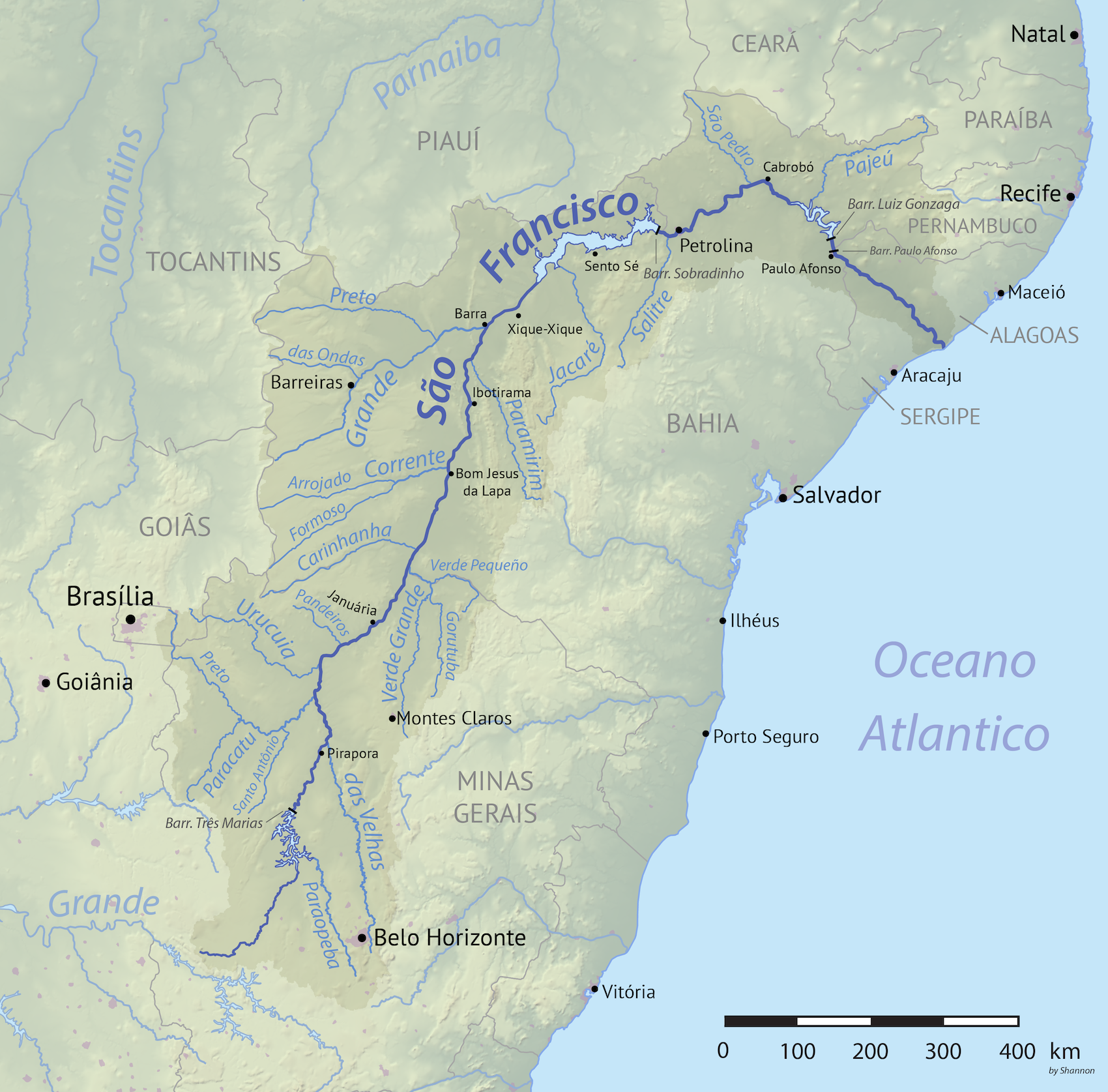
Mapa mostrando a área abrangida pela bacia do São Francisco

Esta lista reúne as espécies de peixes encontrados na bacia do rio São Francisco. Tendo por curso d'água principal o rio São Francisco, chamado "Rio da Integração Nacional", que atravessa os estados de Minas Gerais, Bahia, Pernambuco, Alagoas e Sergipe, no Brasil. Segundo estudo publicado em 2022, a bacia do São Francisco tinha 304 espécies de peixes descritas, e que se encontram ameaçadas por ações humanas como a pesca predatória, desrespeito ao chamado período de defeso, poluição, barragens e outras causas.
Os especialistas Alexandre Lima Godinho e Hugo Pereira Godinho informam que "historicamente, o rio São Francisco foi uma das principais fontes brasileiras de pescado. Ele fornecia peixes suficientes para alimentar sua população ribeirinha e para atender ao mercado de outras regiões do Nordeste e do Sudeste do Brasil. A pesca era também uma das importantes fontes geradoras de recursos para sua população ribeirinha". Os autores acrescentam que "pescadores desportivos, provavelmente aos milhares, dirigiam-se anualmente às margens do rio. Centenas de estabelecimentos comerciais, como hotéis, restaurantes, clubes de pesca, peixarias e lojas, obtinham na pesca sua fonte principal ou secundária de recursos" As espécies com maior interesse pesqueiro são apaiari, piau-verdadeiro, pescada-cascuda, tucunaré, tilápia-do-congo e tilápia-do-nilo.
Com a transposição do rio, os organismos federais realizam o monitoramento da migração das espécies de suas águas para as localidades nordestinas atendidas, a fim de minorar o impacto; as barreiras colocadas, bem como as bombas usadas, são barreiras contra a passagem de peixes grandes, mas as espécies pequenas, bem como larvas e ovos, conseguiram passar com possíveis impactos sobre as espécies nativas da zona de caatinga servida pelas águas.

## Conservação e registro

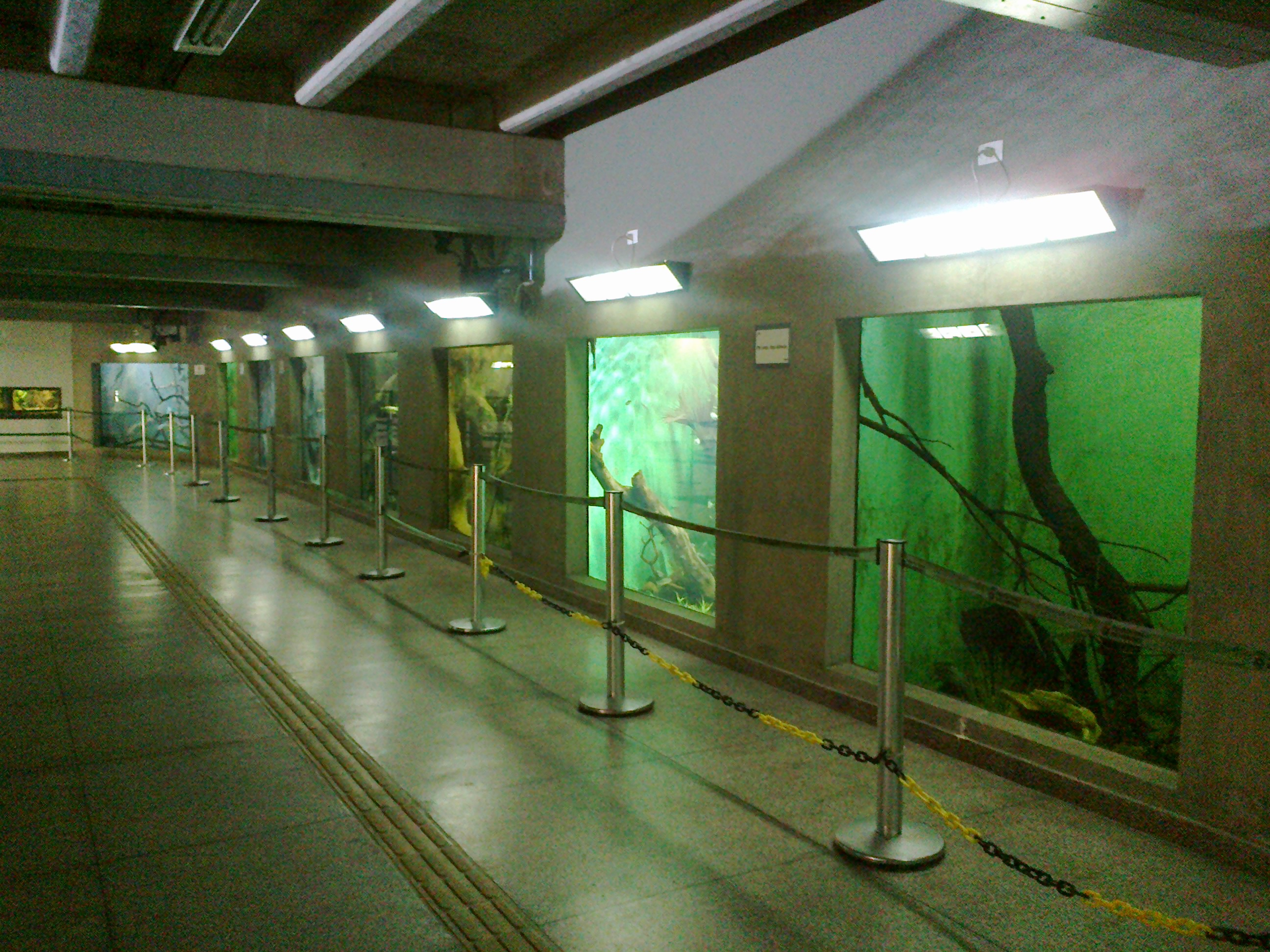
Vista do interior do aquário, em Belo Horizonte

Muitas das espécies nativas do rio desapareceram antes mesmo de serem catalogadas, ou se tornaram muito difíceis de serem encontradas. Entre os anos de 1985 e 2020 o rio perdeu metade de seu volume de água, o que causou grande impacto sobre os peixes do bioma, aliado à introdução de espécies invasoras. O estudo da ictiofauna e sua preservação são ações que visam mitigar o impacto antrópico, não apenas para proveito econômico como a piscicultura e a pesca artesanal (que gera renda aos ribeirinhos), como preservar o equilíbrio dos ecossistemas são-franciscanos.
A cidade de Belo Horizonte possui o Aquário da Bacia do Rio São Francisco, inaugurado em 5 de março de 2010 pela Fundação Zoo-Botânica. Ocupando uma área de aproximadamente 3 000 m², em dois pavimentos, abriga 22 recintos (tanques) que, em seus variados tamanhos e formatos, contam com um total de mais de 1 milhão de litros de água e era, quando de sua inauguração, o maior aquário público temático de água doce do país, destinado a abrigar cerca de 1 200 peixes de cinquenta espécies endêmicas da bacia.
Com um acervo que teve início em 2002, na cidade baiana de Paulo Afonso existe um museu que reúne a biota do rio. A iniciativa é capitaneada pela Universidade do Estado da Bahia e em 2022 havia reunido 433 exemplares de 93 espécies distintas de peixes da bacia, cujo acervo começou a ser constituído em 2006 como "Coleção de Referência do Rio São Francisco".
O Instituto Federal do Sertão Pernambucano realizou um banco de dados com espécies do rio, que resultou numa coleção que era utilizada em mostras educativas e em 2019 passou a ser exibida de modo permanente na sede da instituição, na cidade de Petrolina.

## Peixes nativos e endêmicos
Mais de 150 espécies nativas foram registrados na bacia, e novas ainda são identificadas, além das espécies ali introduzidas. Dentre os principais peixes são-franciscanos tem-se:
| Espécies endêmicas |        | |
| Nome científico • Autoridade(s) • Sinônimo(s) | Imagem | Nome(s) popular(es), observações e ref. |
| Conorhynchos conirostris (Valenciennes, 1840) - Conorhynchus glaber (Steindachner, 1877) • Pimelodus conirostris (Valenciennes, 1840) |        | - pirá-tamanduá; pirá - Peixe-símbolo do rio São Francisco e sua bacia. |
| |        | |
| Acestrorhynchus lacustris (Lütken, 1875) - Xiphorhamphus lacustris (Lütken, 1875) |        | - peixe-cachorro; cachorrinho; dourado-cachorro; peixe-cadela; bicudo; ueua - Nativo da bacia e do alto Paraná, tamanho máximo de 40 cm. |
| Anchoviella vaillanti (Steindachner, 1908) |        | - manjuba - Espécie de interesse pesqueiro, é a única das anchovas totalmente de água-doce da bacia. |
| Apareiodon ibitiensis (Amaral Campos, 1944) Apareiodon mogiguacuensis (Travassos, 1952) |        | - Endêmico, chega a medir até 11,3 cm de comprimento. |
| Apareiodon hasemani (Eigenmann, 1916) |        | - Atingem 6,8 cm de comprimento, sendo nativos da bacia. |
| Apareiodon piracicabae (Eigenmann, 1907) - Apareiodon piracicaba (Eigenmann, 1907) - Parodon piracicabae (Eigenmann, 1907) |        | - Presente também na bacia do Paraná, atinge 12 cm de comprimento. |
| Astyanax bimaculatus (Lineu, 1758) |        | - piaba-do-rabo-amarelo |
| Astyanax fasciatus (Cuvier, 1819) - Psalidodon fasciatus (Cuvier, 1819) • vide artigo |        | - piaba-do-rabo-vermelho |
| Bryconops affinis (Günther, 1864) |        | - piaba-verde |
| Brycon hilarii (Valenciennes, 1850) - Brycon melanoxanthus (Kner, 1860) • Brycon microlepis (Perugia, 1897) • Brycon siebenthalae iquitensis (Nakashima, 1941) • Chalceus hilarii (Valenciennes, 1850) • Salmo paraputanga (Kner, 1860) |        | - piraputanga; piracanjuba; matrinxã; mamuri - Endêmico da bacia. Machos atingem 56 cm de comprimento e 3.360 g de peso. |
| Brycon orthotaenia (Günther, 1864) - Brycon lundii (Lütken, 1875) |        | - matrinxã-do-são-francisco - Endêmico do Alto São Francisco (Minas Gerais), é onívoro. |
| Characidium fasciatum (Reinhardt, 1866) |        | - canivete; peixe-charuto; torpedo; mocinha; mazurco(es) - Endêmica da bacia. Os machos podem atingir 6,7 cm de comprimento. |
| Cichlasoma bimaculatum (Lineu, 1758) - Acara gronovii (Heckel, 1840); Acara minuta (non Hensel, 1870); Acara portalegrensis (non Hensel, 1870); Aequidens portalegrensis (non Hensel, 1870); Cichlasoma facetum (Lineu, 1758); Labrus bimaculatus (Linnaeus, 1758); Sparus filamentosus (Gronow, 1854)                                                                              |        | - Acará-cascudo - Nativa do Brasil, é invasora na América do Norte. Lineu erroneamente deu sua origem como no Mediterrâneo. |
| Corydoras aeneus (Gill, 1858) - Hoplosoma aeneum (Gill, 1858); Corydoras microps (Eigenmann & C. H. Kennedy, 1903); Corydoras venezuelanus (Ihering, 1911); Corydoras macrosteus (Regan, 1912); Corydoras schultzei (Holly, 1940) |        | - coridora bronze - Distribuído nas principais bacias da América do Sul, endêmica no S. Francisco. Apreciada no aquarismo. |
| Curculionichthys sagarana (Roxo, Silva, Ochoa & Oliveira, 2015) |        | - cascudo - Pequeno bagre (2,4 cm) nativo do rio das Velhas e do S. Francisco. |
| Cyphocharax gilbert (Quoy & Joseph Paul Gaimard, 1824) - (Veja artigo) |        | - Tem coloração prateada, boca terminal e sem dentes, alimentando-se da microflora e pequenos detritos. Também ocorre nos rios Doce e Jequitinhonha.                                                                                              |
| Duopalatinus emarginatus (Valenciennes, 1840) |        | - mandi; mandiaçu; mandi-amarelo - Espécie pouco preocupante. Apesar de muito apreciado, é ainda pouco estudada. Machos atingem 14 cm. |
| Eigenmannia microstoma (Reinhardt, 1852) - Eigenmannia microstomus (Reinhardt, 1852) |        | - sarapó; tuvira; peixe-espada; pestana - É um pequeno peixe-elétrico, endêmico da bacia. |
| Franciscodoras marmoratus (Reinhardt, 1874) - Doras marmoratus (Lütken, 1874) |        | - cumbaca; serrudo; gongó - Única espécie do gênero. Endêmico da bacia. |
| Geophagus brasiliensis (Quoy & Gaimard, 1824) - Geophagus olfersi (Gosse, 1976); Geophagus tuberosus (Gosse, 1976); Acara gymnopoma (Günther, 1862); Acara minuta (Hensel, 1870); Chromys unimaculata (Castelnau, 1855) |        | - cará (acará); acará-topete (-diadema); beré - Bem difundido na América do Sul, do Brasil até o Paraguai, Uruguai e norte da Argentina, bastante popular no aquarismo.                                                                           |
| Gymnotus carapo (Lineu, 1758) |        | - carapó (sarapó, sarapó-tuvira); tira-faca; ituí-terçado (ituipinima); peixe-espada - Possui sete subespécies, com ampla distribuição nas Américas, é um pequeno peixe elétrico.                                                                 |
| Hasemania nana (Lütken, 1875) |        | - tetra - Nome vulgar comum a várias espécies. Possui dimorfismo sexual: os machos possuem uma cor de cobre, enquanto as fêmeas são mais pálidas                                                                                                  |
| Hemigrammus gracilis (Lütken, 1875) - Hyphessobrycon gracilis (Lütken, 1875); Tetragonopterus gracilis (Lütken, 1875) |        | - piabinha - De pequeno porte, os machos alcançam um máximo de 4,4 cm de comprimento. |
| Hemigrammus marginatus (Ellis, 1911) |        | - piabinha |
| Hemiodus gracilis (Günther, 1864) - Hemiodopsis gracilis (Günther, 1864) |        | - cruzeiro-do-sul - Endêmico da bacia. Originário da amazônia. Machos atingem 16,3 cm. |
| Hoplerythrinus unitaeniatus (Agassiz, 1829) - Pseuderythrinus rosapinnis (Hoedeman, 1950); Erythrinus kessleri (non Steindachner, 1876); Erythrinus balteatus (Günther, 1864); Erythrinus vittatus (Valenciennes, 1847); Erythrinus salvus (Agassiz, 1829); Erythrinus unitaeniatus (Spix & Agassiz, 1829)                                                                          |        | - jeju; aimara - Peixe originário da bacia, possui distribuição até na América Central além de bacias sul-americanas. |
| Hoplias malabaricus (Bloch, 1794) - Esox malabaricus (Bloch, 1794); Macrodon malabaricus (Bloch, 1794); Synodus tareira (Bloch & Schneider, 1801); Synodus palustris (Bloch & Schneider, 1801); Erythrinus trahira (Agassiz, 1829); Erythrinus macrodon (Spix & Agassiz, 1829); Macrodon tareira (Valenciennes, 1847); Macrodon ferox (Gill, 1858); Esox tararira (Larrañaga, 1923) |        | - traíra; peixe-lobo; peixe-tigre; trahira - Peixe de ampla distribuição em quase toda a América do Sul, prefere águas lênticas. |
| Hypostomus commersonii (Valenciennes, 1836); - Hypostomus limosus (Eigenmann & Eigenmann, 1888); Plecostomus limosus (Eigenmann & Eigenmann, 1888); Hypostomus spiniger (Hensel, 1870); Plecostomus spiniger (Hensel, 1870); Plecostomus commersoni (Valenciennes, 1836); Hypostomus commersonii (Valenciennes, 1836)                                                               |        | - pirá-tatu - Mede cerca de 60 cm de comprimento. Possuei coloração cinzenta, pontos negros na nadadeira dorsal e parte da ventral granulosa. Habita várias bacias, sendo endêmico na do S. Francisco.                                            |
| Leporinus elongatus (Valenciennes, 1850) Megaleporinus elongatus (Valenciennes, 1850) - Leporinus crassilabris (Borodin, 1929); L. c. breviceps (Borodin, 1929); Leporinus pachyurus (Günth) |        | - piau (-verdadeiro); piapara - Embora descrito por Valenciennes, este baseou-se num espécime coletado diretamente no S. Francisco por Saint-Hilaire.                                                                                             |
| Leporinus obtusidens (Valenciennes, 1837) - Megaleporinus obtusidens, (Valenciennes, 1847); Curimatus obtusidens (Valenciennes, 1837); Leporinus silvestrii (Boulenger, 1902); Leporinus aguapeiensis (Amaral Campos, 1945) |        | - piau-verdadeiro; piavuçu; piapara - Presente em várias bacias sul-americanas, é migratório, onívoro (se alimenta de grãos, sementes e vegetais, animais invertebrados e peixes pequenos), preferindo como habitat águas profundas.              |
| Lophiosilurus alexandri (Steindachner, 1876) |        | - pacumã (pocomã/pacamão); niquim; linguado do São Francisco; peixe-sapo (bagre-sapo) - única espécie de seu gênero, tem carne bastante apreciada.                                                                                                |
| Moenkhausia costae (Steindachner, 1907) |        | - piabinha; tetra-fortuna - Os machos atingem 5,9 cm de comprimento. Com a transposição do S. Francisco, tornou-se invasora no rio Paraíba do Norte.                                                                                              |
| Myleus micans (Lütken, 1875) - Myletes micans (Lütken, 1875) |        | - pacu - espécie endêmica da bacia, ainda pouco estudada mas importante para a pesca artesanal. |
| Orthospinus franciscensis (Eigenmann, 1914) - Buritia cisalpinoi (Brant, 1974); Ephippicharax franciscoensis (Eigenmann, 1929); Fowlerina franciscensis (Eigenmann, 1914); Poptella franciscoensis (Eigenmann, 1929) |        | - piaba - É a única espécie da família Orthospinus, nativa da bacia. De tamanho reduzido, possui hábito alimentar onívoro, o que lhe dá maior adaptabilidade às mudanças ambientais.                                                              |
| Phalloceros caudimaculatus (R. F. Hensel, 1868) - Girardinus caudimaculatus (Hensel, 1868) |        | - barrigudinho; guaru - Nativo de bacias sul-americanas, é também encontrado na bacia são-franciscana. |
| Pimelodus maculatus (Lacepède, 1803) - Pimelodus clarias (Lacepède, 1803); Silurus lima (Natterer, 1858) |        | - bagre-pintado; bagre-branco; curiacica-da-branca; mandi (-amarelo, -casaca, -pintado); mandijuba; manditinga; mandiú (mandiúba, mandiúva) - Nativo das bacias do S. Francisco e do Paraná. Tem como espécie simpátrica a Pimelodus platicirris. |
| Poecilia vivipara (Bloch & Schneider, 1801) - Poecilia holacanthus (Hubbs, 1924); Poecilia schneideri (Valenciennes, 1821); Poecilia surinamensis (Valenciennes, 1821); Poecilia unimaculata (Valenciennes, 1821); Molinesia fasciata (Müller & Troschel, 1844); Neopoecilia holacanthus (Hubbs, 1924)                                                                              |        | - guaru; lebiste; barrigudinho - Possui dimorfismo sexual, bastante apreciado no aquarismo. |
| Prochilodus argenteus Spix & Agassiz, 1829 - Prochilodus marggravii (Walbaum, 1792); Salmo marggravii (Walbaum, 1792) |        | - curimatá-pacu - Pode atingir 44 cm de comprimento. |
| Prochilodus costatus (Valenciennes, 1850) - Prochilodus affinis (Lütken, 1875) |        | - curimatá-pioa; curimba; curimatã - Espécie migratória, possui dimorfismo sexual. |
| Prochilodus vimboides (Kner, 1859) - Steindachnerina steindachneri (Fowler, 1906); Prochilodus steindachneri (Fowler, 1906); Prochilodus oligolepis (Günther, 1864); Prochilodus corimbata (Natterer, 1859); Salmo corimbata (Natterer, 1859) |        | - curimatá; curimba (-de-ipanema); curimbatá-de-lagoa; grumatã; olho-de-fogo - Espécie ameaçada. |
| Pseudotatia parva (Mees, 1974) |        | - Originária da bacia, tem por habitat a parte demersal da água doce. |
| Pseudoplatystoma corruscans (Spix & Agassiz, 1829) - Platystoma corruscans (Spix & Agassiz, 1829); Sorubim caparary (Spix, 1829); Silurus macrocephalus (Larrañaga, 1823) |        | - surubim; pintado ; surubim-pintado - Um dos grandes bagres, hábitos noturnos, predador, atinge 114 cm. |
| Rhinelepis aspera (Spix & Agassiz, 1829) |        | - acari; cari; cascudo-preto; lagosta do rio São Francisco - Espécie nativa da bacia, bastante apreciada pela carne saborosa. |
| Roeboides xenodon (Reinhardt, 1851) - Epicyrtus xenodon (Reinhardt, 1851); Roeboides francisci (Steindachner, 1908) |        | - dentudo; piaba-facão - Tem pequeno tamanho e é onívoro, embora bem adaptado para dieta carnívora - especialmente escamas de outros peixes (lepidofagia).                                                                                        |
| Salminus franciscanus* (Lima & Britski, 2007) - Salminus brasiliensis* (G. Cuvier, 1816) |        | - dourado; piraju (pirajuba); saijé - Até 2007 era considerado como a mesma espécie do S. brasiliensis. |
| Salminus hilarii (Valenciennes, 1850) - Holobrycon iquitensis (Nakashima, 1941); Brycon erythrura (Fowler, 1941) |        | - tabarana (tubarana); dourado-branco - É nativo da bacia, habitando várias outras. Peixe ósseo, apreciado na pesca esportiva. |
| Serrapinnus heterodon (Eigenmann, 1915) |        | - lambari-prata; piabinha - Também é encontrado na bacia do Alto Paraná. |
| Serrasalmus brandtii Lütken, 1875 - Serrasalmo brandtii (Lütken, 1875) |        | - pirambeba - Piranha típica do São Francisco, vive em bandos de 3 a 20 indivíduos. |
| Serrasalmus piraya (Cuvier, 1819) - Pygocentrus piraya (Cuvier, 1819); Pygocentrus bidorsalis (Kner, 1860); Serrasalmo ferox (Swainson, 1838); Pygocentrus piranha (Spix & Agassiz, 1829); Serrasalmo piranha (Spix & Agassiz, 1829); Polycentrus piraya (Cuvier, 1819) |        | - piranha; piranha do São Francisco; piranha preta; piranha amarela; piraya - Piranha endêmica da bacia e presente em outras bacias brasileiras. A maior das piranhas, pode se tornar bastante agressiva.                                         |
| Stygichthys typhlops (Brittan & Böhlke, 1965) |        | - piabinha-cega - Espécie cavernícola (troglóbia), encontrada no norte de Minas Gerais. |
| Synbranchus marmoratus (Bloch, 1795) - (vide artigo) |        | - muçum (muçu); peixe-cobra; enguia-de-água-doce - Endêmico da bacia, tem contudo uma ampla distribuição, desde o México até o norte da Argentina.                                                                                                |
| Triportheus guentheri (Garman, 1890) - Chalcinus guentheri (Garman, 1890) |        | - sardinha; piaba; piaba facão - Tem caracteres morfológicos bem similares às demais espécies do mesmo gênero, todas de pequeno tamanho. |

## Peixes introduzidos (exóticos e invasores)
A existência cada vez maior de espécies invasoras tem sido constatada, sobretudo na área do Baixo São Francisco. O estudioso da Universidade Federal de Alagoas, Emerson Soares, diz que peixes como tucunarés, apaiaris e tilápias se adaptaram ao ambiente, destacando espécies asiáticas, como o panga, que escaparam de criatórios marginais e que “além de serem prolíficos, com grande voracidade, e predadores, tem a questão do aumento da salinidade, devido a retenção de água para geração de energia elétrica e irrigação. Também há as espécies costeiras que adentram nas águas interiores que competem com os organismos nativos de água doce por alimento. Estas são desfavorecidas pela mudança de qualidade de água. Dentre as espécies de peixes costeiras que adentram no continente, citamos camurupim, robalos, tainhas, baiacus e xaréus, por exemplo”.
| Espécies introduzidas      |                         | |                                                                            |        | |
| Nome científico            | Autoridade(s)           | Sinônimo(s) | Nome(s) popular(es)                                                        | Imagem | Observações e ref.                                                                                                   |
| Astronotus ocellatus       | Agassiz, 1831           | - Acara compressus - Acara hyposticta - Astronotus ocellatus zebra - Astronotus orbiculatus. | - oscar - acará-grande (ou -açu, -guaçu) - apiari - cará (-uçu) - carfá    |        | Uma das espécies de interesse pesqueiro.                                                                             |
| Cichla spp.                | Bloch & Schneider, 1801 | Acharnes (Holmberg, 1891) | tucunaré                                                                   |        | Existem de nove a quinze espécies, a referente à bacia não foi individualizada. Nativo do Orinoco                    |
| Cichla monoculus           | Spix & Agassiz (1831)   | _ | Tucunaré-amarelo                                                           |        | Introduzido, é endêmico da Bacia Amazônica                                                                           |
| Clarias gariepinus         | Burchell, 1822          | (vide artigo) | bagre-africano                                                             |        | Espécie de origem africana, considerada invasora.                                                                    |
| Colossoma macropomum       | Cuvier, 1818            | - Myletes macropomus (Cuvier, 1816) - Myletes oculus (Cope, 1872) - Myletes nigripinnis (Cope, 1878) - Melloina tambaqui (Amaral Campos, 1946) | - tambaqui - pacu-gigante - cachama - gamitana                             |        | Espécie originária do Orinoco e da amazônia.                                                                         |
| Cyprinus carpio            | Lineu, 1758             | — | carpa-comum                                                                |        | Espécie euro-asiática.                                                                                               |
| Hoplosternum littorale     | Hancock, 1828           | Vide artigo | - tamoatá (tamboatá) - caborja (camborja)                                  |        | Nativo da amazônia, tem ampla distribuição na América do Sul, sendo sua presença na bacia como presumida introdução. |
| Metynnis lippincottianus   | Cope (1870)             | Metynnis maculatus | - pacuzinho - pacu manchado - pacu CD - pacu-prata - pacu-peva             |        | Considerada invasora, é oriunda da amazônia e de rios paraguaios.                                                    |
| Oreochromis sp.            | Günther, 1889           | — | tilápia                                                                    |        | Tem origem na África e Oriente Médio                                                                                 |
| Oreochromis niloticus      | Lineu, 1758             | (vide artigo) | tilápia-do-nilo                                                            |        | Foi introduzida pelo DNOCS a partir da década de 1970.                                                               |
| Plagioscion squamosissimus | Heckel, 1840            | - Plagioscion squamosissimus (Nakashima, 1941) - Plagioscion francisci (Steindachner, 1917) - Johnius crouvina (Castelnau, 1855) - Plagioscion amazonicus (Castelnau, 1855) - Johnius amazonicus (Castelnau, 1855) - Diplolepis squamosissimus (Heckel, 1840) - Sciaena squamosissima (Heckel, 1840) | - corvina (de rio) - pescada-branca - corvina (cruvina) - pescada-do-piauí |        | É um peixe de origem amazônica.                                                                                      |
| Tilapia sp.                | A. Smith, 1840          | Chromis Günther, 1862 | - tilápia                                                                  |        | Tem origem na região sul da África, sendo atualmente uma das mais presentes no S. Francisco.                         |